# Jet (astronomia)
Els jets relativistes són jets de plasma extremadament poderosos que emanen del centre d'algunes galàxies actives, radiogalàxies i quàsars. La seva extensió pot arribar a milers o, fins i tot, centenars de milers d'anys llum. Es pensa que el gir dels camps magnètics en el disc d'acreció col·lima l'efusió al llarg de l'eix de rotació de l'objecte central, de manera que quan les condicions són favorables, un doll (jet) emergeix de cada costat del disc d'acreció. Si el jet s'orienta en direcció a la Terra, la seva lluentor aparent canviarà. Els mecanismes per a la creació de dolls (jets) i la composició dels jets encara s'està debatent en la comunitat científica. Es pensa que els jets estan compostos d'una barreja elèctricament neutra d'electrons, positrons i protons.

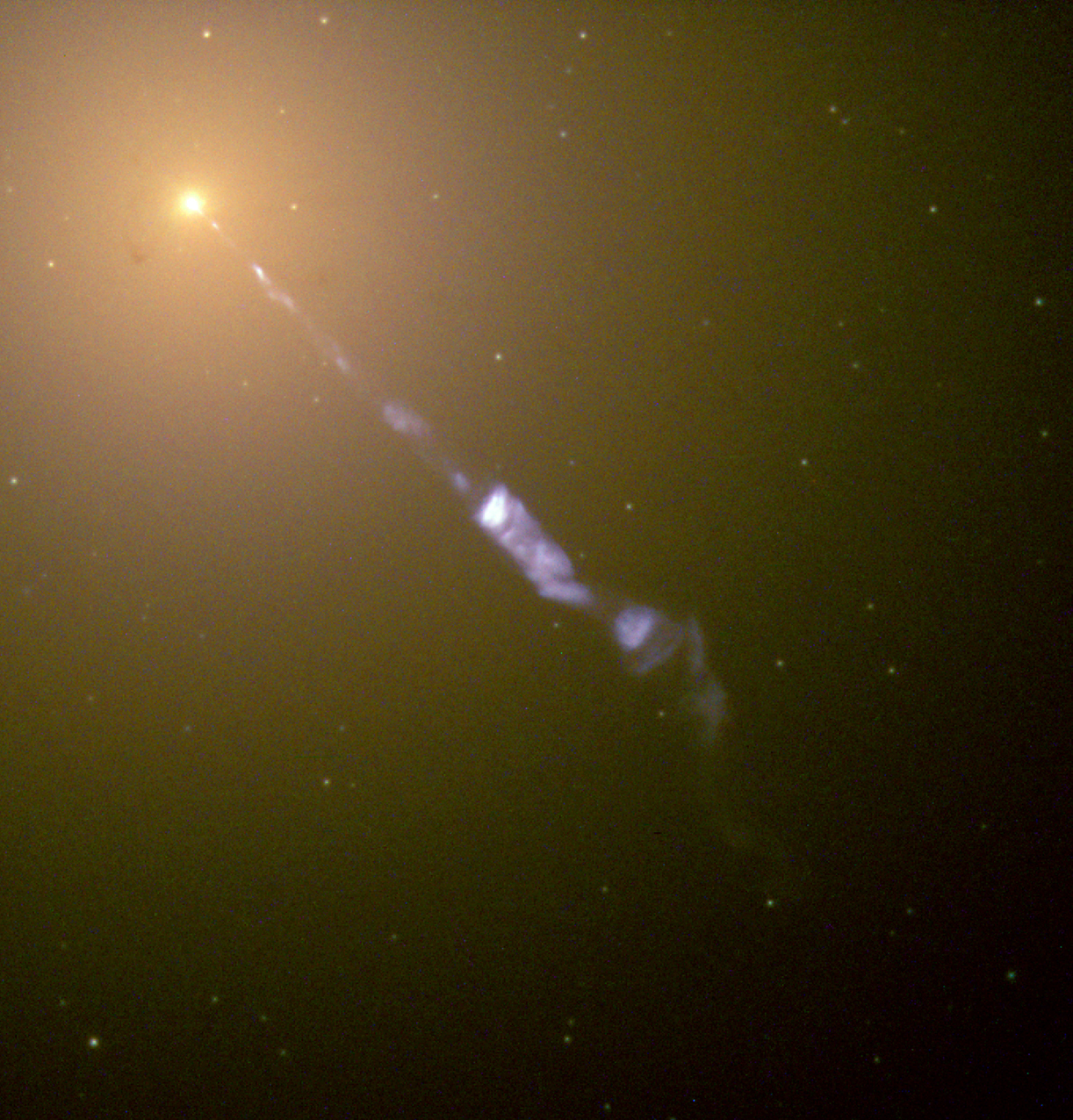
Galàxia el·líptica M87 emetent un jet relativista vist pel telescopi espacial Hubble en l'espectre visible

Jets semblants, encara que a una escala més petita, es poden desenvolupar al voltant de discs d'acreció d'estrelles de neutrons i forats negres estel·lars. Aquests sistemes se solen anomenar microquàsars. Un exemple conegut n'és SS433, un jet amb una velocitat de 0,23 c, encara que altres microquàsars semblen tenir velocitats més altes, encara que no estan tan ben mesurades. Encara que més febles i menys relativistes, els jets es poden associar amb molts sistemes binaris; els mecanismes d'acceleració per aquests jets podrien ser similars als processos de reconnexió magnètica observats en la magnetosfera de la Terra i el vent solar.

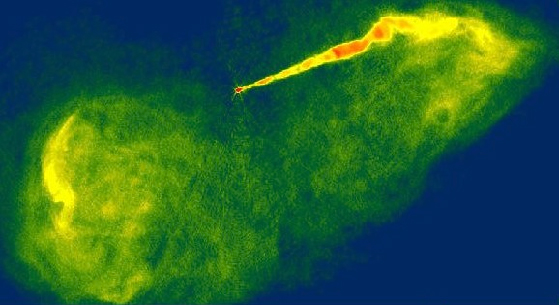
El jet de M87 vist en freqüència de ràdio per l'observatori astronòmic Very Large Array (el camp de visió és més gran i girat respecte a la imatge superior)

Es pensa que la formació de jets relativistes és la clau per a l'explicació de la producció d'esclats de raigs gamma. Aquests jets tenen un factor de Lorentz de ~ 100, i són un dels objectes celestes més ràpids coneguts.

## Forats negres rotant com a font d'energia
Alguns jets, es pensa que poden ser engegats per la rotació de forats negres, a causa de l'enorme quantitat d'energia que cal per a engegar-los. Existeixen dues teories per a explicar com l'energia es transfereix del forat negre al jet: 
- El procés Blandford-Znajek.[5] Una de les teories més acceptades postula que el camp magnètic del voltant del disc d'acreció és xuclat per la rotació del forat negre. El material relativista, possiblement, és llençat per les estretes línies de camp.
- El mecanisme Penrose.[6] L'energia extreta d'un forat negre rotant per l'efecte Lense-Thirring. Aquesta teoria, es va comprovar posteriorment que era vàlida per a l'extracció de partícules d'energia relativista,[7] i subseqüentment podria ser un possible mecanisme per a la formació de jets.[8]